# Forza Horizon 2 Presents Fast & Furious
Forza Horizon 2 Present Fast & Furious è un simulatore di guida uscito il 27 marzo 2015 per le console Xbox One (sviluppato da Playground Games) e Xbox 360 (sviluppato da Sumo Digital). È stato presentato come un'espansione Stand-Alone (cioè non richiede la copia del gioco principale Forza Horizon 2 per essere giocato) ma costituisce un vero e proprio gioco. È stato pubblicato per omaggiare l'uscita di Fast & Furious 7 il 2 aprile 2015 grazie alla collaborazione tra Turn 10 Studios e Universal. Il gioco inoltre celebrava i 10 anni del marchio Forza Motorsport che sono stati festeggiati il 3 maggio 2015.

## Trama
La trama è molto semplice come in tutti i giochi della serie. Si incomincia arrivando a Nizza sulla nostra Lamborghini Huracán e disputando una corsa clandestina con la Dodge Charger 70' protagonista di tutti i Fast & Furious. Vincendola verremo "arruolati" nella famiglia Fast & Furious e Tej ci darà indicazioni per ottenere 10 auto. Quando avremo ottenuto tutte le auto richieste dovremo portarle all'Aeroporto di Sisteròn per caricarle su un Aereo Cargo e consentire alla "banda" di portarle in America e fuggire dalla Francia.

## Contenuti
I contenuti sono molto limitati. 10 auto guidabili e non personalizzabili né esteriormente né dal punto di vista delle performance (più la Lamborghini Huracàn 2014 in regalo su Forza Hub per aver scaricato il gioco). La mappa è stata dimezzata da 315 strade a 135 per la versione Xbox One e 134 per la versione Xbox 360. Quest'ultima non includerà nemmeno il tratto autostradale presente nella versione Next-Gen. La mappa, dunque, si rifà alla sola Francia comprendendo Saint-Martin, Nizza e il solo Aeroporto di Sisteròn. La componente single-player è molto breve e non curata. La varietà di sfide non è molto completa. Le sfide imperdibili (5) sono quelle già viste nel primo elenco di Forza Horizon 2. La componente online presenta solo il viaggio libero per disputare eventi playground e gare (stessi già presenti nel predecessore). La versione Xbox 360 presenta ancor meno contenuti di quelli già citati per la versione Xbox One.

## Bundle
Il gioco è stato distribuito il 27 marzo 2015 in due versioni. Forza Horizon 2 Present Fast & Furious Edizione Digitale che comprendeva il solo titolo e Forza Horizon 2 Present Fast & Furious Bundle che presentava il gioco e l'app Forza Hub. Il peso del gioco è 15 GB per la versione Xbox One e 2,2 GB per la versione Xbox 360.

## DLC e aggiornamenti
Nello store è presente un unico car pack per questo titolo che è lo stesso presente per Forza Horizon 2, ovvero il G-Shock Car Pack. Il pack presenta 5 nuove vetture tra cui la Nissan IDx Nismo 2014 e la Ford Bronco 1975 e un'auto bonus gratuita, la Mazda MazdaSpeed 3 2005. Tuttavia questo pack non risulta giocabile su questo titolo ma unicamente nel predecessore. Sono stati anche resi disponibili due aggiornamenti di supporto. Il primo, dal peso di 300-400 mb, è stato distribuito qualche giorno dopo il lancio su entrambe le console per migliorare il gameplay e fissare alcuni bug. Il secondo è stato distribuito per Xbox One verso fine maggio 2015 dal peso di 135 mb che migliorava la componente online, mentre su Xbox 360 è stato distribuito per lo stesso problema, ma dal peso di 56 mb, a metà giugno.